# Tony Bourge
Tony Bourge (ur. 24 listopada 1948 w Cardiff) – rockowy gitarzysta brytyjski, Walijczyk.
Był członkiem zespołu Budgie; po odejściu z Budgie (1978) współzałożyciel zespołu Tredegar wraz z innym byłym członkiem Budgie - Rayem Phillipsem. Od początku lat '90 nie występuje na scenie i nie nagrywa. Prowadzi własną firmę meblarską w Cardiff. Ostatnio jednak został poproszony o nagranie nowych wersji kilku starych utworów grupy Budgie umieszczonych na jubileuszowych wersjach starych albumów. Wielu artystów wymienia go wśród źródeł swoich muzycznych inspiracji,  m.in. Jerry Cantrell (Alice in Chains), Josh Homme (Queens of the Stone Age) oraz Kim Thayil (Soundgarden). 
W 2004 roku muzyk został sklasyfikowany na 94. miejscu listy 100 najlepszych gitarzystów heavymetalowych wszech czasów według magazynu Guitar World.
Niespodziewanie w kwietniu 2013 roku, Tony Bourge wydał solowy album zatytułowany Crank It Up, który został nagrany na przestrzeni kilkunastu lat w jego domowym studiu. Gitarzystę wspomógł w nagraniach jego syn Kingsley. Album zawiera 20 kompozycji i stanowi bardzo eklektyczną całość. Można tu usłyszeć zarówno szybkie rockowe utwory jak również popowe piosenki oraz sporo bluesa. Miesiąc później, po wywiadzie radiowym jakiego udzielił brytyjskiej stacji radiowej GTFM, Tony Bourge wydał kolejny solowy album pod tytułem Chilling Out. Oba albumy można zakupić w sklepie internetowym Amazon, na razie tylko w postaci plików mp3.